# Гжатский уезд
Гжатский уезд — административная единица в составе Смоленского наместничества и Смоленской губернии, существовавшая в 1775 — 1928 годах. Центр — город Гжатск.

## История
Гжатский уезд в составе Смоленского наместничества был образован в 1775 году в ходе административной реформы Екатерины II. В 1796 году отнесён к Смоленской губернии.
В 1928 году уезд был упразднён, его территория вошла в состав Гжатского, Кармановского, Уваровского районов Западной области.

## Население

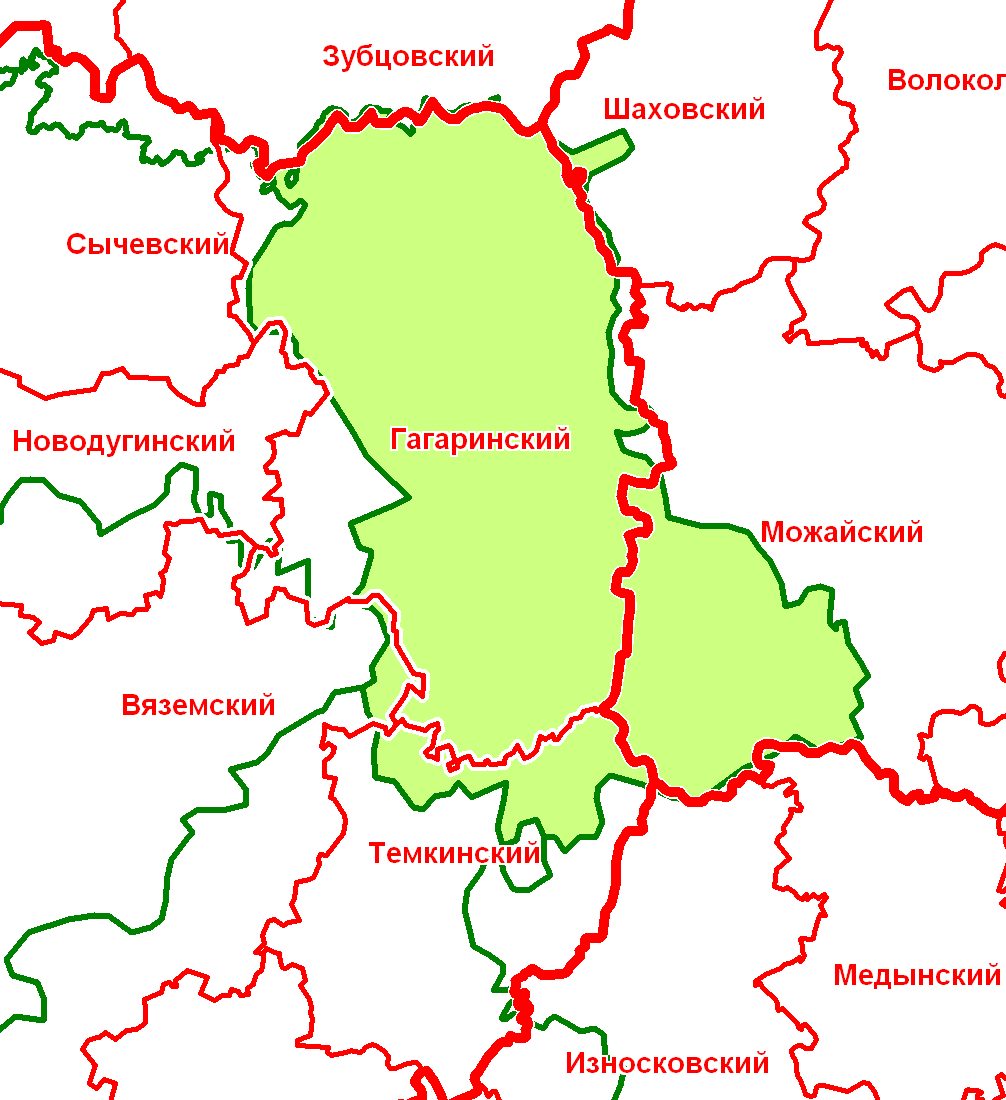
Гжатский уезд в современной сетке районов

По данным переписи 1897 года в уезде проживало 98,3 тыс. чел., в том числе русские — 99,2 %. В городе Гжатске проживало 6324 чел.

## Административное деление
В 1890 году в состав уезда входило 32 волости
| № п/п | Волость                  | Волостное правление | Число селений | Население |
| ----- | ------------------------ | ------------------- | ------------- | --------- |
| 1     | Брызгаловская            | с. Брызгалово       | 26            | 2457      |
| 2     | Будаевская               | с. Будаево          | 35            | 4558      |
| 3     | Вельмежская              | с. Вельмеж          | 9             | 1073      |
| 4     | Воробьевская             | с. Воробьёво        | 11            | 1715      |
| 5     | Воронцовская             | д. Давыдкино        | 31            | 3816      |
| 6     | Вырубовская              | д. Гашина           | 32            | 1488      |
| 7     | Глинковская              | с. Глинки           | 14            | 1497      |
| 8     | Дорская                  | д. Колодино         | 13            | 1296      |
| 9     | Дятловская               | с. Дятлово          | 22            | 2665      |
| 10    | Ивакинская               | с. Ивакина          | 15            | 2092      |
| 11    | Климовская               | д. Михеево          | 34            | 3501      |
| 12    | Клушино-Воробьевская     | с. Клушино          | 25            | 2971      |
| 13    | Колоколинская            | с. Колокольня       | 29            | 2381      |
| 14    | Корытовская              | с. Вешки            | 32            | 5195      |
| 15    | Купровская               | д. Преснецово       | 11            | 1428      |
| 16    | Куршевская               | с. Златоустово      | 16            | 2014      |
| 17    | Липецкая                 | д. Липцы            | 57            | 6619      |
| 18    | Михайловская             | д. Мишино           | 36            | 2950      |
| 19    | Мокринская               | с. Мокрое           | 47            | 4959      |
| 20    | Ново-Покровская          | д. Степанцово       | 16            | 2603      |
| 21    | Острицкая                | с. Острицы          | 47            | 6350      |
| 22    | Петропавлово-Глинковская | с. Петропавлово     | 34            | 3330      |
| 23    | Пречистенская            | с. Пречистое        | 32            | 4496      |
| 24    | Рождественская           | д. Никольская       | 37            | 2778      |
| 25    | Савинская                | с. Савино           | 21            | 3206      |
| 26    | Самуйловская             | с. Самуйлово        | 37            | 2025      |
| 27    | Семеновская              | с. Семёновское      | 32            | 4242      |
| 28    | Спасская                 | с. Карманово        | 34            | 3778      |
| 29    | Столбовская              | д. Антоновка        | 11            | 787       |
| 30    | Субботниковская          | д. Ельня            | 21            | 2623      |
| 31    | Трубинская               | д. Тетери           | 24            | 2057      |
| 32    | Чальская                 | д. Вырьевка         | 39            | 4092      |

В 1913 году в уезде было 23 волости: Столбовская и Трубинская волости объединены в Столбово-Трубинскую, Ивакинская и Купровская волости в Ивакино-Купровскую (д. Горемыкино), упразднены Брызгаловская, Вельмежская, Воробьевская, Глинковская, Дорская, Колоколинская, Куршевская.
К 1926 году волостей стало 7: Батюшковская, Гжатско-Пригородная, Кармановская, Мишинская (центр — с. Покров-Мишино), Семеновская, Триселовская, Уваровская.